# Rathgar
Rathgar (Ráth Garbh en irlandés, con el significado de "Fortaleza agreste") es un suburbio de Dublín, Irlanda, situado a unos 3 kilómetros al sur del centro urbano. 

## Instalaciones
Rathgar es un suburbio tranquilo de clase media alta con buenas instalaciones, como colegios e institutos, guarderías y zonas deportivas con buena accesibilidad. En la zona hay restaurantes de distintas nacionalidades, pubs típicos, y todo tipo de establecimientos comerciales. La arquitectura es en su mayor parte de ladrillo rojo, datando de las épocas georgiana y victoriana. Gran parte de ella se encuentra protegida por la ley de patrimonio histórico. Se halla también ubicada en Rathgar la embajada rusa.

## Centros de salud
El "Saint Lukes Hospital", en Highfield Road, especializado en tratamientos contra el cáncer. En la actualidad está amenazado de cierre. El "Mount Carmel General and Maternity Hospital" se encuentra al final de Orwell Road. 

## Iglesias
Rathgar posee unas cuantas iglesias de hermosa arquitectura, principalmente, la Christ Church Rathgar  (de la iglesia presbiteriana de Irlanda) en la confluencia de Rathgar Road y Highfield Road, en el centro de la villa. La iglesia católica de The Three Patrons (los tres patrones de Irlanda: St. Patrick, St. Bridget y St. Columba) en Rathgar Road, se conoce como la "The Servants' Church" (la 'Iglesia de los Criados', por el gran número de ellos que acudían a la iglesia a finales del siglo XIX y comienzos del XX, criados que vivían en las grandes mansiones asentadas en la vecindad).

## Personajes famosos
- James Joyce
- Jack Lynch
- Bram Stoker
- John Millington Synge
- George William Russell

El más famoso de ellos es el escritor James Joyce, que nació en la Brighton Square. Jack Lynch fue Primer Ministro de Irlanda intermitentemente entre 1966 y 1979, vivía en Garville Avenue, Rathgar. El escritor de terror Bram Stoker, autor de Drácula, vivió en Orwell Park al final de su vida.

## Ciclismo
En la localidad está situada la sede del equipo ciclista profesional Ceramica Flaminia.